# Paterson, New South Wales
Paterson är en ort i Australien. Den ligger i kommunen Dungog och delstaten New South Wales, i den sydöstra delen av landet, omkring 140 kilometer norr om delstatshuvudstaden Sydney. Antalet invånare är 344.
Närmaste större samhälle är Maitland, omkring 15 kilometer söder om Paterson.
I omgivningarna runt Paterson växer huvudsakligen savannskog. Runt Paterson är det ganska tätbefolkat, med 67 invånare per kvadratkilometer. Genomsnittlig årsnederbörd är 1 277 millimeter. Den regnigaste månaden är februari, med i genomsnitt 223 mm nederbörd, och den torraste är juli, med 46 mm nederbörd.